# Berliner Maschinenbau

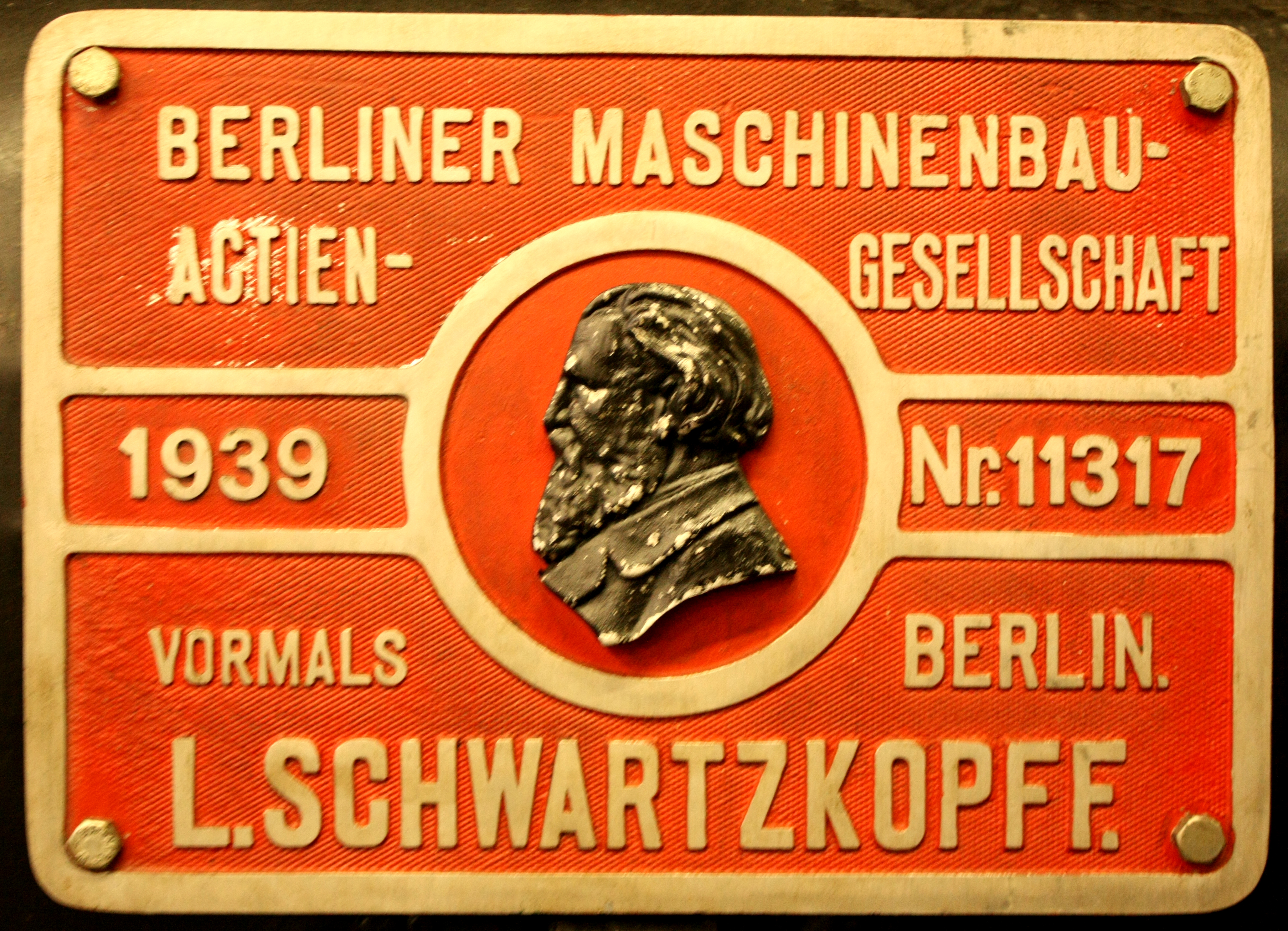
Firmenschild an einer Dampflokomotive

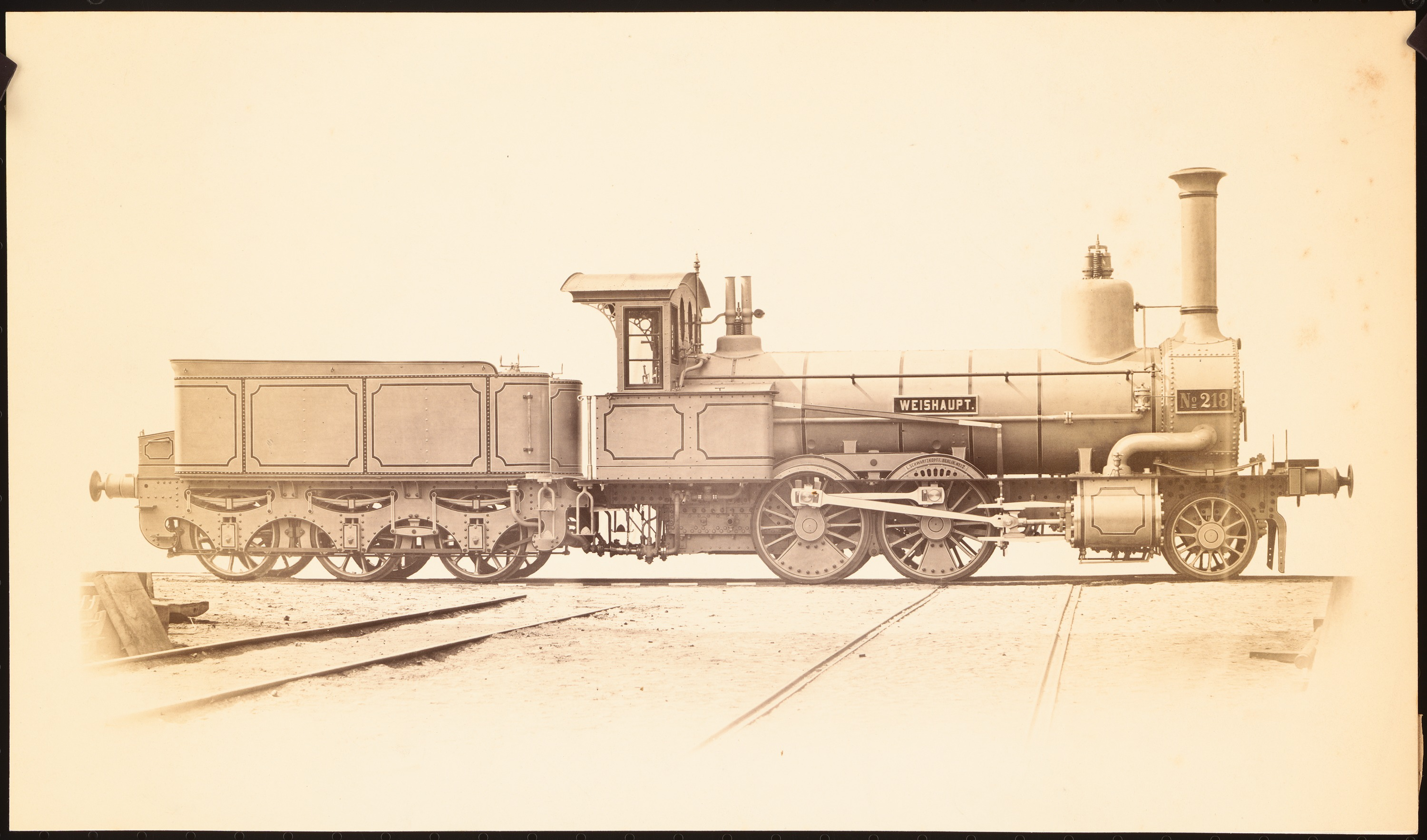
Die WEISHAUPT der NME (Fabriknummer 12) war eine der ersten Lokomotiven von Schwartzkopff.

Die Berliner Maschinenbau AG (BMAG, vollständige Firma: Berliner Maschinenbau-Actien-Gesellschaft vormals L. Schwartzkopff, Berlin) war ein deutsches Maschinenbauunternehmen und ist vor allem durch die Fertigung von Dampflokomotiven bekannt geworden. Lange vor dem Ersten Weltkrieg begann die BMAG als erstes Unternehmen im Deutschen Reich mit der eigenen Entwicklung von Torpedos und war in beiden Weltkriegen ein bedeutender Lieferant dieser Waffen.

## Geschichte

### Die Gründungsjahre

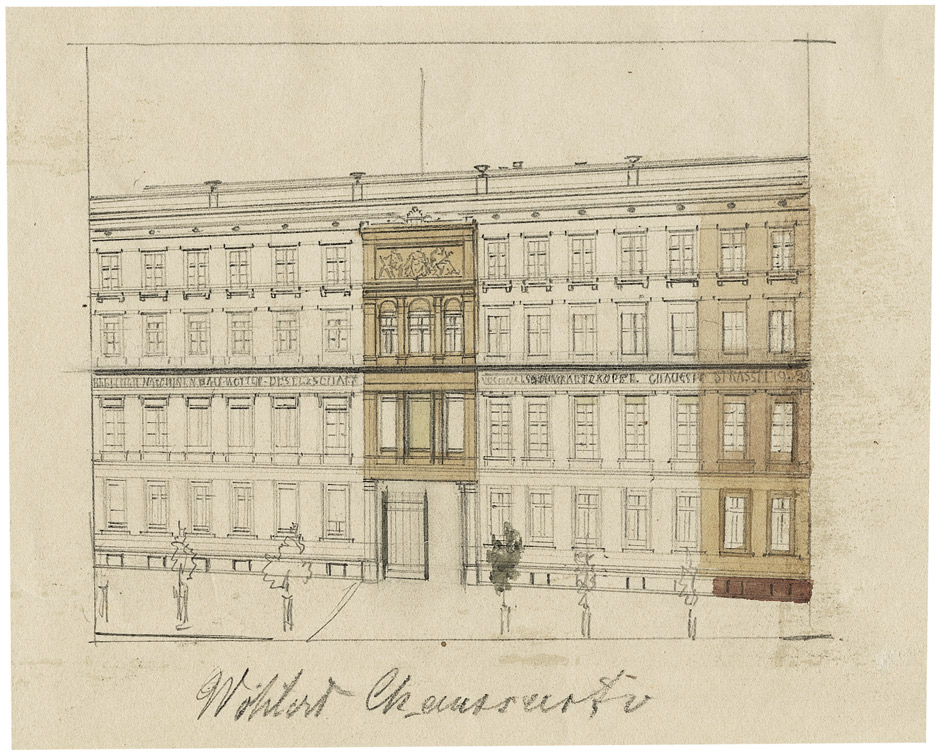
Verwaltungsgebäude der Berliner Maschinenbau Actien-Gesellschaft vormals L. Schwartzkopff, Chausseestraße 19–20

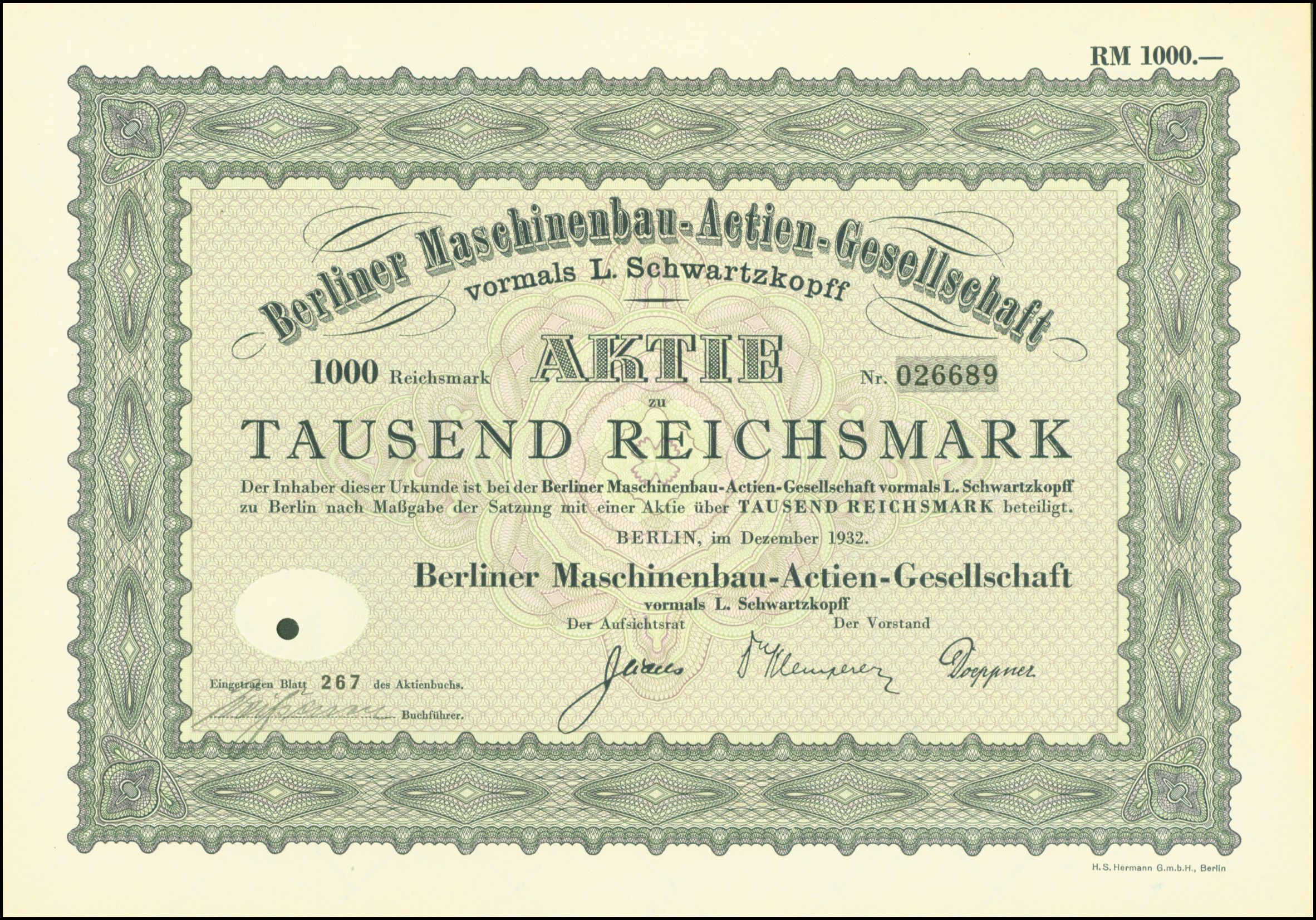
Aktie über 1000 RM der Berliner Maschinenbau-AG vom Dezember 1932

Am 3. Oktober 1852 gründete Louis Schwartzkopff in der Oranienburger Vorstadt von Berlin nahe dem Stettiner Bahnhof die Eisengießerei und Maschinen-Fabrik von L. Schwartzkopff in der Chausseestraße 20. Nach einem Brand im Jahre 1860 und der Erweiterung der Werksanlagen im „Feuerland“ von Berlin begann man mit der Herstellung von Drehscheiben, Wasseranlagen und Weichen für mehrere Eisenbahngesellschaften. Die erste Schwartzkopff-Dampflokomotive wurde am 1. Februar 1867 an die Niederschlesisch-Märkische Eisenbahn geliefert. Im gleichen Jahr eröffnete das „Neue Werk“ an der damaligen Ackerstraße 96 (später Scheringstraße 28), das bis Mitte 1874 jährlich rund 150 Lokomotiven herstellte.
Eine eigene elektrotechnische Abteilung kam 1885 hinzu, um Dynamos, Motoren, Transformatoren, Schaltanlagen und komplette Energieerzeugungsanlagen wie Schiffsausrüstungen herstellen zu können. Das Werk in Wildau wurde ab 1897 errichtet und zwei Jahre später der Lokomotiv- und Allgemeine Maschinenbau (Dampfmaschinen, Kompressoren etc.) schrittweise aus Berlin heraus dorthin verlegt. Im Werk Ackerstraße verblieb die Torpedofertigung und in der Chausseestraße die Verwaltung. Ab 1899 baute das Unternehmen auch Linotype-Setzmaschinen für die Berliner Mergenthaler Setzmaschinen-Fabrik GmbH. Mit der Münchner Lokomotiven- und Maschinenfabrik J.A. Maffei begann am 4. Juli 1907 eine Kooperation. Neben dem bestehenden Werk in Wildau wurde zu diesem Zwecke die Maffei-Schwartzkopff-Werke GmbH (MSW) eröffnet. Das neuerrichtete Werk nahm am 1. Juli 1909 den Betrieb auf. Dort begann man 1910 auch mit dem Bau elektrischer Lokomotiven und deren Ausrüstungen. 1924 folgten Diesellokomotiven. 1932 ging die Maffei-Schwartzkopff-Werke GmbH in Liquidation.

### Berliner Maschinenbau-Actien-Gesellschaft
Am 1. Juli 1870 wurde das Unternehmen in eine Aktiengesellschaft umgewandelt und firmierte nun unter dem Namen Berliner Maschinenbau-Actien-Gesellschaft vormals L. Schwartzkopff, Berlin. Louis Schwartzkopff war noch bis 30. Juni 1888 Generaldirektor; sein Nachfolger wurde Emil Kaselowsky, Bruder von Ferdinand Kaselowsky.
Ab 1908 wurde Herbert von Klemperer Vorstandsmitglied der BMAG und blieb dies auch bis zu seinem erzwungenen Ausscheiden aus dem Unternehmen 1937, von 1928 bis 1935 war er auch Vorstandschef der BMAG. Im Jahr 1935 musste auch der Aufsichtsratsvorsitzende Otto Jeidels zurücktreten, weil er wie Herbert von Klemperer jüdischen Glaubens war. Andernfalls hätte die Deutsche Reichsbahn dem Unternehmen keine weiteren Aufträge erteilt, galt die BMAG doch als Firma mit „maßgeblichen jüdischen Einfluss“. Dazu ist ein Schriftwechsel des Reichsbahn-Zentralamtes für Einkauf an die Hauptverwaltung der Deutschen Reichsbahn vom November 1935 erhalten. In diesem Schreiben erklärt das Zentralamt betreffs Auftragsvergabe 1936, dass in der Firma ein „starker jüdischer Einfluß herrscht“ und daher die Auftragsvergabe an „deutschstämmige Firmen“ „Vorzug“ habe. Diese Vorgänge sind in Zusammenhang mit der Arisierung zu sehen, der forcierten Verdrängung von Juden aus der deutschen Gesellschaft und Wirtschaft ab 1935 durch die Nationalsozialisten. Im Jahr 1939 berief die BMAG Kurt Frey in den Aufsichtsrat der Gesellschaft, Frey war Teilnehmer des Hitler-Putsches und hatte verschiedene NSDAP-Ämter inne.
Ab 1942 wurden Kriegsgefangene und Zwangsarbeiter in Wildau interniert und zur Arbeit im Lokomotivwerk und auch beim Bau der Luftschutzstollen eingesetzt. Insgesamt gab es bis Kriegsende 13 Lager in der Ortschaft, das größte davon direkt an der Jahnstraße. Bis zu 6000 Zwangsarbeiter arbeiteten bei der BMAG in Wildau. Die Ärztin Galina Romanowa war eine Schlüsselfigur des organisierten Widerstands unter den Zwangsarbeitern in Wildau, Berlin und Oranienburg. Sie wurde, wie auch Nikolaj Romanenko sowie Aleksej Kalenyčenko, welche in Wildau arbeiten mussten, durch den NS-Volksgerichtshof verurteilt und 1944 hingerichtet. Nikolaj Romanenko war Dolmetscher und Lagerältester im Wildauer Lager für Zwangsarbeiter aus der Sowjetunion. Konstantin Žadkevič war der Kopf dieser Gruppe und hatte Verbindungen zur Widerstandsgruppe Europäische Union (Widerstandsgruppe) um Robert Havemann. Heute erinnern nur noch Fundamente der Baracken und die Westhangtreppe, ein Gedenkstein auf dem Wildauer Friedhof und ein Denkmal vor der Schwimmhalle in der Jahnstraße an die Leiden dieser Menschen.
Am 8. März 1944 wurde das Werk Ziel eines alliierten Bombenangriffs, der einige Schäden anrichtete, aber die Produktion nur kurz beeinträchtigen konnte.
Das Werk erhielt ab 1943 Splitterschutzgräben und am Westhang errichtete man für die Arbeiter ein Stollensystem für den Luftschutz. Die Wildauer Arbeiter Paul Schütze und Otto Grabowski wurden 1944 hingerichtet, da sie aktiv im Widerstand gegen Nationalsozialismus und Krieg tätig waren.

### Torpedos
Die Berliner Maschinenbau AG stellte 1876 ihren ersten Torpedo vor. Die aus Phosphorbronze hergestellte Waffe mit einem Kaliber (Ø) von 350 mm war mit einem Sprengkopf von 14 kg versehen. Bei einem Gewicht von 273 kg war sie 4,5 m lang und hatte bei 17 Knoten (kn) Geschwindigkeit eine Laufstrecke von 400 Metern. Für die Torpedofertigung wurde in den 1880er Jahren das Werk Ackerstraße umfangreich erweitert und 1884 der erste Torpedo vom Typ C/84 (Ø 350 mm; Länge 4,67 m; Gewicht 270 kg; Ladung 20 kg; 22,5 kn bei 400 m) an die deutsche Kaiserliche Marine geliefert. Im August 1888 konnte bereits der 2000. BMAG-Torpedo („Bauart Schwartzkopff“) abgeliefert werden. Da für das neue Produkt auch das Königreich Italien eine größere Bestellung für seine Marine erteilte, erfolgte im Mai 1887 die Grundsteinlegung für ein BMAG-Zweigwerk in Venedig. Nach dem Ausbleiben weiterer Aufträge der deutschen und italienischen Marine musste es im Januar 1901 den Betrieb einstellen und wurde 1902 an den italienischen Staat verkauft. Im Geschäftsjahr 1904/1905 erweiterte die BMAG ihre Torpedowerkstätten im Berliner Werk in der Scheringstraße 13/28, die Torpedoproduktion war voll ausgelastet. Im gleichen Geschäftsjahr berichtet die Gesellschaft von der geplanten Verlegung des firmeneigenen Torpedoschießstandes in der Kieler Förde zum Hørup Hav (deutscher Name Höruphaff), seit 1918 wieder zu Dänemark gehörig. Im September 1904 wurde dort eine provisorische Schießbrücke und Werkstätte eingerichtet. Mitte des Jahres 1907 war die Anlage fertiggestellt und „in vollem Betriebe“, der Torpedoschießstand in der Kieler Förde ist zu diesem Zeitpunkt aufgelöst, alle Betriebsanlagen wurden zum Torpedoschießstand Höruphaff verlegt. Zwei Schießfelder von 4 und 10 Kilometer Länge waren zur Erprobung der Torpedos angelegt worden.
Wegen des hohen Bedarfs der Kaiserlichen Marine im Ersten Weltkrieg baute die BMAG 1916 an der Zinnowitzer Straße neue Werkhallen auf dem bereits 1906 weitgehend abgeräumten Areal des alten Berliner Stammwerks.

### Nach dem Zweiten Weltkrieg
Nach der Zerstörung der Berliner Fabrikhallen im Laufe des Zweiten Weltkriegs und der anschließenden Demontage der Werke in Berlin und Wildau endete 1945 der Bau von Lokomotiven bei der Berliner Maschinenbau AG. Am 20. September 1945 wurde im Berliner Werk die Produktion von Eisengussteilen, Linotype-Setzmaschinen und Flaschenblasmaschinen begonnen. Bis Ende 1946 wuchs die Belegschaft auf rund 500 Personen an. In den 1950er Jahren weitete das Unternehmen seine Produktion auf Werkzeugmaschinen und Maschinen für die Textilproduktion aus.
Im Jahr 1961 wurden die Moorburger Treckerwerke erworben und deren Produktion umgestellt. 1966 ging die Berliner Maschinenbau AG in der DIAG, der Deutsche(n) Industrieanlagen Gesellschaft mbH auf.

## Lokomotivprogramm

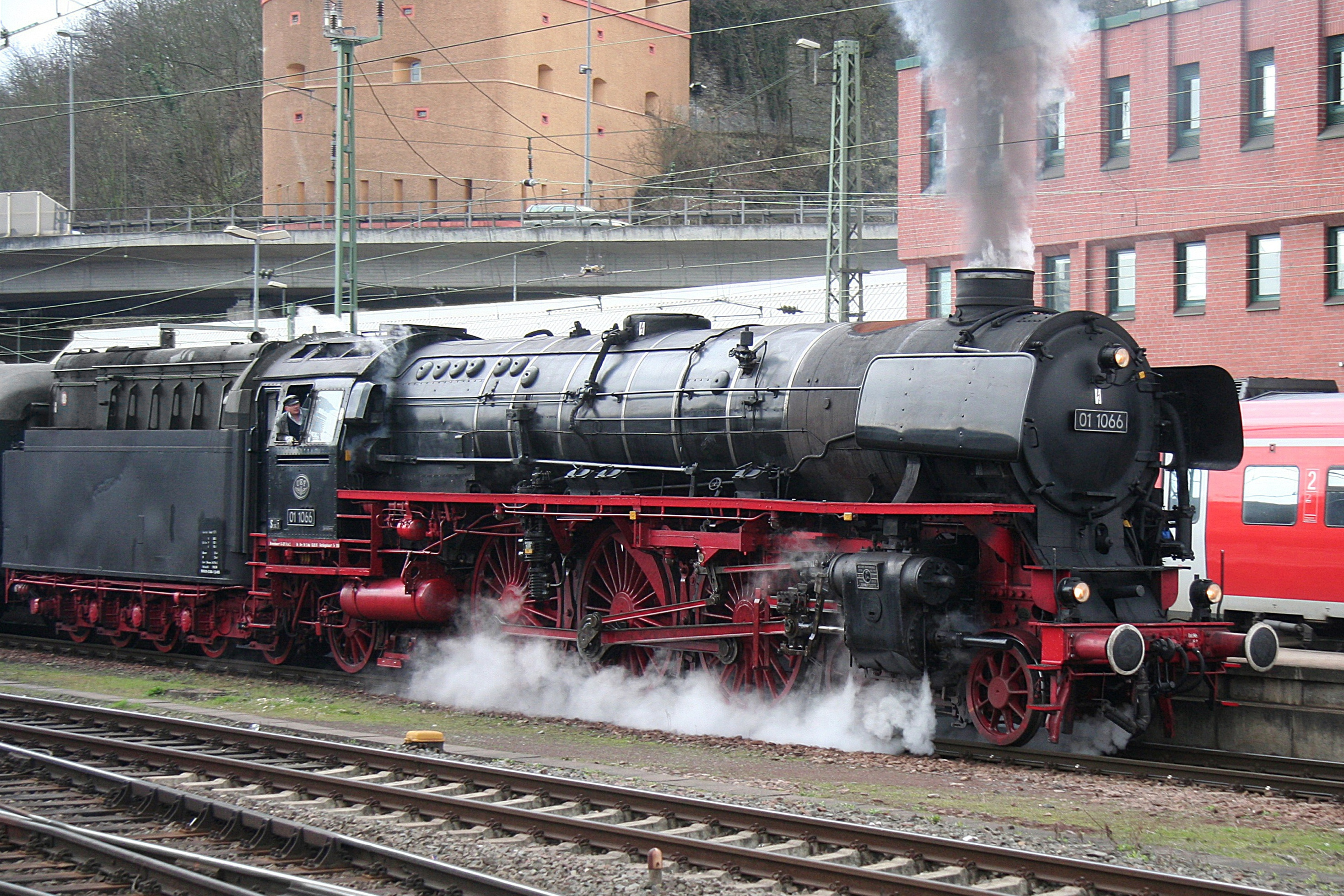
Lokomotive 01 1066 am 3. April 2010 in Koblenz

Die Berliner Maschinenbau AG war unter anderem am Bau folgender Lokomotiven beteiligt:
- Preußische P 4
- Preußische P 6
- Preußische P 8
- Preußische S 3
- Preußische S 10
- Preußische T 16
- DR-Baureihe 01
- DR-Baureihe 01.10 (auch Entwurf)
- DR-Baureihe 03
- DR-Baureihe 41 (auch Entwurf)
- DR-Baureihe 43
- DR-Baureihe 52
- DR-Baureihe 71
- DR-Baureihe 84 (auch Entwurf)
- DR-Baureihe 89.0
- DR-Baureihe 99.22
- DR-Baureihe E 77
- DR-Baureihe E 75
- Wehrmachtslokomotive WR 200 B 14
- Wehrmachtslokomotive WR 360 C 14
- Wehrmachtslokomotive WR 550 D 14